# Jacob Dircksz de Graeff
Jakob Dircksz de Graeff, vrijheer van de heerlijkheid van Zuid-Polsbroek (Emden, 1569/1571 - Amsterdam, 6 oktober 1638) was regent en burgemeester van Amsterdam.
Hij was lid van het Amsterdamse geslacht De Graeff dat, samen met het daarmee verzwagerde geslacht Bicker, een halve eeuw het bestuur over de stad Amsterdam en over het gewest Holland en daarmee over de Republiek der Verenigde Nederlanden praktisch in handen gehad heeft, toen Amsterdam op het hoogtepunt van haar macht stond.
De Graeff was tussen 1604 en 1624/1638 namesn Amsterdam ambachtsheer van Sloten, Amstelveen, Nieuwer-Amstel en Osdorp, hoofdingeland van de Zijpe- en Hazepolder, Watergraafs- en Wiemermeer en scholarch van de Latijnse school. Ook was hij in Den Haag gecommitteerde ter Staten van Holland en West-Friesland voor Amsterdam.
De Graeff was in de periode 1613 tot 1638 meerdere malen burgemeester van Amsterdam. In 1630 en 1631 tegelijk met zijn aangetrouwde neef Andries Bicker, leider van de herstelde staatspartij. De Graeff was samen met hem leider van de Amsterdamse regering, en van de arminiaanse factie van dezelfde stad. Toch werd De Graeff geen principiële antiorangist; zijn nageslacht koesterde lang een stoel waarop Willem de Zwijger gezeten had bij diens bezoek aan burgemeester Diederik Jansz Graeff, vader van Jacob. Deze antagonistische houding zou kenmerkend zijn voor de latere opstelling van zijn beide zonen Cornelis en Andries de Graeff in staatkundige kwesties.

## Leven

### Jeugd en opleiding
De Graeff werd in 1571 in Emden geboren, toen zijn ouders naar die havenstad uitgeweken waren bij het uitbreken van de Tachtigjarige Oorlog. In 1578 keerde de familie, na de Alteratie, naar Amsterdam terug. Zijn vader was burgemeester Diederik Jansz Graeff, een ijzerkoper aan het Damrak en zijn moeder was Agniet Pietersdr van Neck.
Na de dood van zijn vader trad diens vriend Cornelis Boelens Loen als verzorger van de jonge Jacob op. Met zijn ondersteuning studeerde hij tot 1591 enige jaren klassieke talen aan de Universiteit van Leiden. Tijdens zijn studententijd woonde hij in huis bij Rudolf Snellius, professor in de wis- en taalkunde. Vanaf 1591 reisde hij samen met Justus Lipsius door Frankrijk, Duitsland en Italië. Daarna verbleef hij drie jaar in Genève in het huis van de familie Deodati. Een van hen, een predikant, wist hem te winnen voor de calvinistische theologie. Hij was al protestant, anders was zijn familie niet uitgeweken, was hij niet in Leiden gaan studeren.

### Huwelijk en familie
In 1597 trouwde hij met Aaltje Boelens Loen (1579-1630), dochter van Cornelis Boelens Loen en afkomstig uit het Amsterdamse geslacht Boelens Loen. Uit dit huwelijk werden tussen 1598 en 1617 twaalf kinderen geboren, waarvan zes jong overleden.

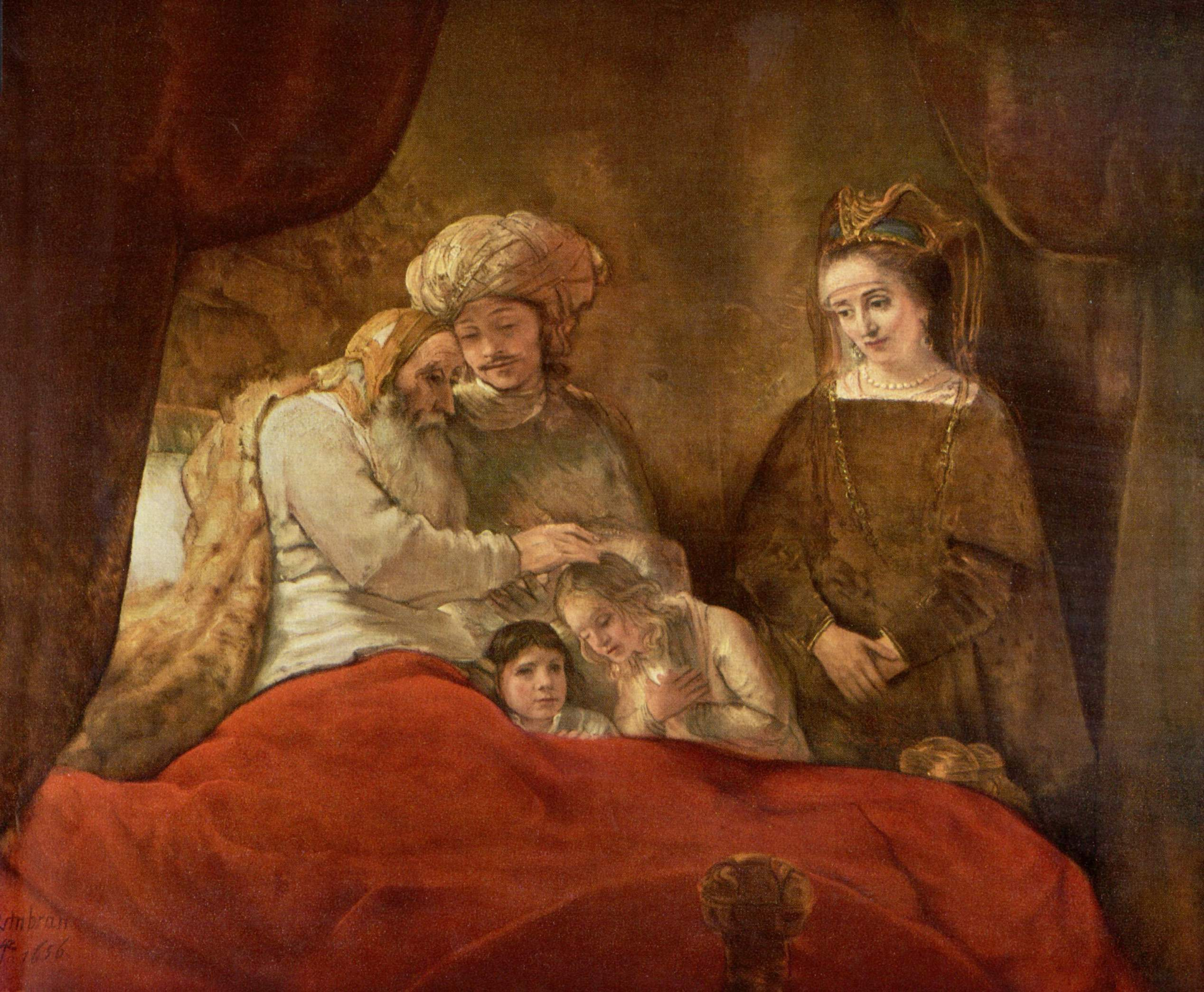
Jacob zegent de zonen van Jozef (portret van Petrus Scriverius en diens zoon Wilhelm Schrijver (zoon van de vorige) met zijn vrouw Wendela de Graeff, een dochter van Jacob de Graeff, en hun twee zonen) (1656) geschilderd door Rembrandt van Rijn.

1. Agnes de Graeff (1598), jong overleden
2. Cornelis de Graeff (1599–1664), Amsterdamse regent
3. Dirk de Graeff (1601–1637), schepen van Amsterdam
4. Andries de Graeff (1602-1606), jong overleden
5. Agneta de Graeff van Polsbroek (1603–1656), echtgenote van Jan Bicker en moeder van Wendela Bicker, die de echtgenote was van Johan de Witt
6. Hendrik de Graeff (1605-1622), jong overleden
7. Wendela de Graeff (1607-1652), huwde met Pieter van Papenbroek en later met Willem Schrijver - raad van Amsterdam en commissaris van de Admiraliteit van Friesland - die een zoon van Petrus Scriverius was
8. Christina de Graeff, vrouwe van Engelenburg (1609–1679), verloofde zich in 1631 met Jan Verburgh van Vlooswijk, welke reeds in dezelfde jaar overleed; in 1642 huwde zij met Jacob Bicker en in 1648 met Pieter Trip, in 1652 commissaris van Amsterdam[11]
9. Andries de Graeff (1611–1678), Amsterdamse regent
10. Jannetje de Graeff (1614), jong overleden
11. Jan de Graeff (1617), jong overleden
12. een jong overleden zoon (1617)

Een schilderij van een "ingebakerde tweeling van vroeg gestorven kinderen" van Jacob de Graeff en Aeltge Boelens Loen bevindt zich in het Rijksmuseum Amsterdam. De Graeff woonde met zijn jonge gezin op Lange Niezel 10.

### Carrière
Jacob de Graeff stond bekend als een ruimdenkende, vrijzinnige politicus, in die zin dat hij vond dat het stads- en landsbelang uit moest gaan boven geloofsopvattingen. In 1598 werd De Graeff schepen; in 1603 werd hij in de Amsterdamse vroedschap gekozen. In 1612 werd hij kolonel van de schutterij, en in het volgend jaar regerend burgemeester, voor welke functie hij zich een jaar eerder nog had geëxcuseerd. In 1614 was Jacob de Graeff commissaris van de Amsterdamsche Wisselbank. Hij was bevriend met de Amsterdamse burgemeester Cornelis Hooft, en samen met hem verzette hij zich in een commissie over de vergrotingsplannen van de stad Amsterdam tegen de "eigen zoekelijke" grondspeculanten Frans Hendricksz Oetgens van Waveren en Bartholt Cromhout. De Graeff zelf bezat veel grond binnen de stad en zorgde ervoor dat zijn gronden gunstig kwamen te liggen ten opzichte van de nieuwe straten en grachten in de nieuwe stadsdeel Jordaan.

#### Rol in de machtsstrijd tussen Arminianen en Gomaristen
Van 1615 tot 1617 was De Graeff gecommitteerde in Den Haag. Daar had hij veel contact met predikant Johannes Uytenbogaert, die zijn sympathie voor de remonstranten won. Daardoor raakte hij betrokken in het conflict tussen de arminianen en de gomaristen aan de zijde van Johan van Oldenbarnevelt. Na de winst van de laatsten en de terechtstelling van Van Oldenbarnevelt werd De Graeff op instigatie van Prins Maurits en in Amsterdam vooral Reinier Pauw in 1621 uit de regering van Amsterdam verwijderd.

### De Graeff en de genealogie en wetenschappen
Jacob de Graeff hield zich evenals zijn zonen Cornelis en Andries bezig met kunst en genealogie en maakte veel werk van zijn afstamming. Joost van den Vondel huldigde het geslacht De Graeff in zijn boekje Afbeeldingen der stamheeren en zommige telgen van de Graven, Boelensen, Bickeren en Witsens, toegewyt den edelen en gestrengen Heere Andries de Graeff, enz. met hunne portretten. Dit boek bevat onder meer het volgende vers, getiteld Op den edelen en gestrengen Heer Jakob de Graeff, Vryheer van Zuidpolsbroeck, Gecommitteerde Raet van de Staeten van Hollant en West-Vrieslant, En Burgermeester en Raet van Amsterdam:

Zoo leefde Vryheer Graeff, die waerdigh was de schreden Van staet, tot nut en heil des volx, door eene ry Van eerlycke ampten, vroom en rustigh naer te treden, Als vyant van veroude en nieuwe dwinglandy, En vrient van 't vaderlant en 's lants getrouste helden, In welcker lot hy deelde, als Maurits hen verstiet, Waerna de vaders hem met grooter eer herstelden In d'eerste waerdigheit van 't burgerlyck gebiet: Toen holp hy op zyn' hals noch eens ons raethuis stutten. Een wyze Cicero kon duizenden beschutten.

Het Nieuw Nederlandsch Biografisch Woordenboek vermeldt: "Zijn kleinzoon Pieter de Graeff heeft van hem aangetekend, hoe hij zich, buiten zijn politieke werkzaamheden, voor allerlei bezigheid interesseerde. Theologische en historische studiën trokken hem aan".

#### Perpetuum mobile
De Graeff en zijn vriend Pieter Jansz Hooft (1575-1636) hielden zich bezig met natuurkundige proeven. In hun laboratorium vonden zij een perpetuum mobile uit, een machine met een eeuwigdurende beweging. Hun uitvinding werd door Cornelis Jacobsz. Drebbel aan het Engelse hof vertoond en aan Drebbel toegeschreven. De machine raakte echter defect en ging verloren. Het Nieuw Nederlandsch Biografisch Woordenboek stelt dat het instrument voor de uitvinders verloren bleef ondanks de pogingen van De Graeffs zoon Andries om het te achterhalen. De Graeff en Hooft onderhielden op het gebied van de wis- en natuurkunde een nauwe relatie met Constantijn Huygens en via hem ook met Rene Descartes.

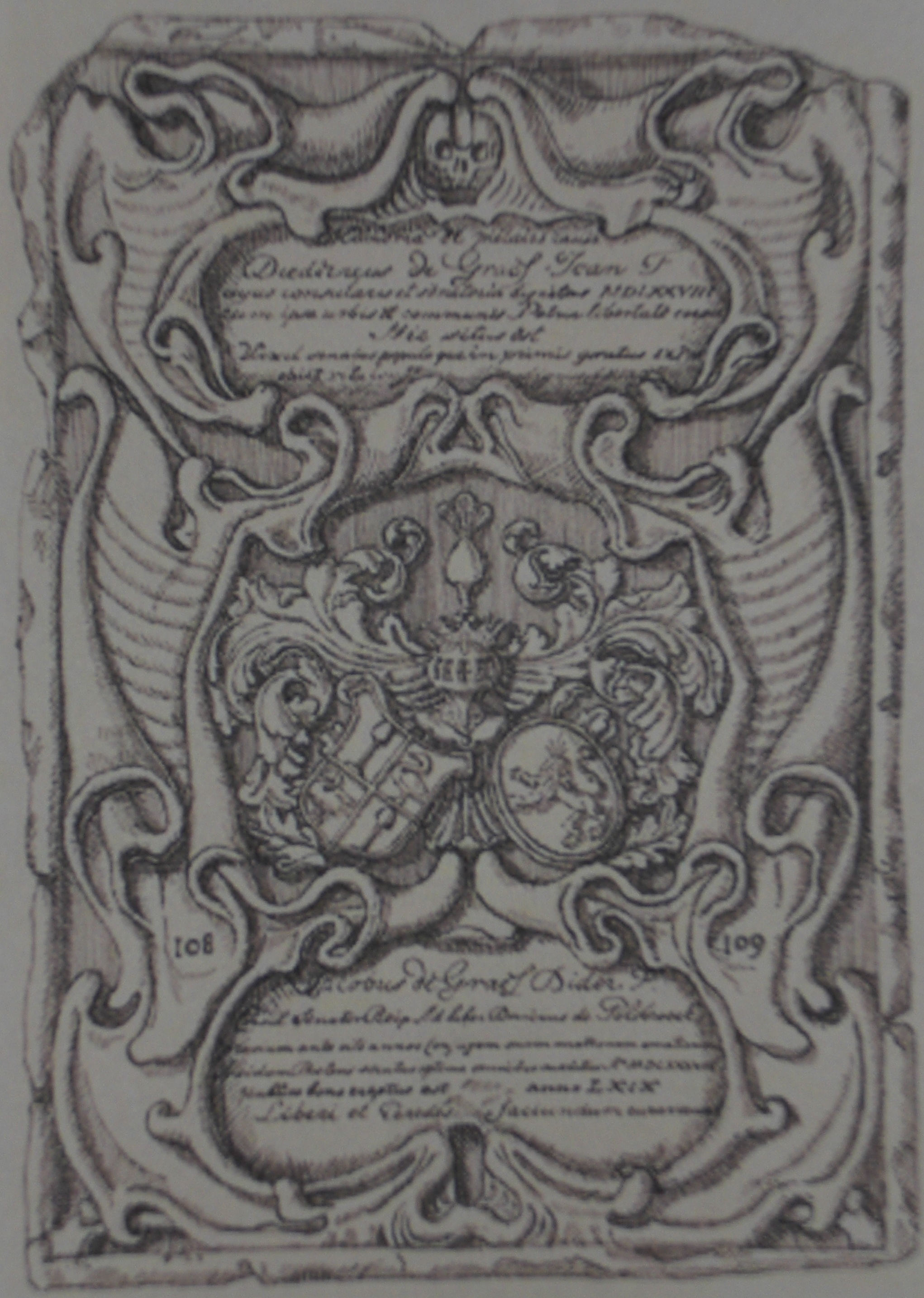
Het Grafzerk van Jacob Dircksz de Graeff in de Amsterdamse Oude Kerk

### Laatste jaren
Het duurde tot 1628, drie jaar na de dood van prins Maurits, voordat de Graeff opnieuw burgemeester werd. In 1631 legde De Graeff, als hoofdingeland van de Zijpe, de eerste steen van de "Grote Sluys" in Oudesluis. Ook in 1633 en voor het laatst in 1637 was de Graeff burgemeester van Amsterdam. Hij was een zeer vermogend man (zijn nalatenschap werd op 270.000 gulden geschat) en een van de eerste Amsterdamse regenten die aan hun naam een heerlijkheid verbonden. In 1610 kocht hij van de Graaf van Arenberg de heerlijkheid Zuid-Polsbroek. Tot de afschaffing van de heerlijke rechten halverwege de 19e eeuw is Zuid-Polsbroek een hoge heerlijkheid gebleven.
Jacob de Graeff stierf op 6 oktober 1638 in zijn huis aan de Herengracht. Zijn grafkapel bevindt zich in de Oude kerk te Amsterdam, in het Sint Cornelis-koor, dat het familiegraf van het geslacht De Graeff was. Joost van den Vondel maakte op hem het vers Op den heere Jacob de Graef, heer van Polsbroek, Burgemeester van Amsterdam (De titel maakt alleen geen Graef):

De titel maakt alleen geen Graaf, Maar die zich uitert ongeveinsd Voor ’t vaderland, gelijk hij ’t peinst, In alle tijden even braaf. Hoe schrijft partij zijn graf schrift dan? Hier slaapt De Graef, de vrome man.

## Trivia
- Het Nieuw Nederlandsch biografisch woordenboek vermeldt dat De Graeff een "goed schutter en groot liefhebber van de jacht" was en "tal van jachthonden" hield. En ook: "[Hij] reed veel te paard en hanteerde met vaardigheid den degen".[5] Zijn zoon Cornelis trof op zijn negende jaar het ongeluk van de trap te vallen, waardoor hij gewond aan zijn kaak raakte. "Het gelaat van Cornelis de Graeff behield echter steeds een ietwat misvormde kaak."[23]
- In Den Haag en Amstelveen zijn twee Jacob de Graef(f)laans naar hem vernoemd.

## Afbeeldingen

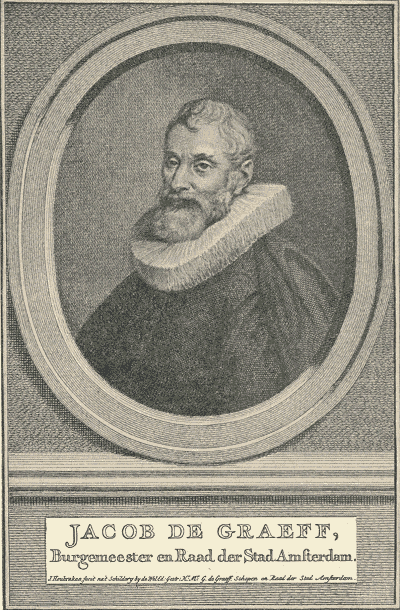
Jacob de Graeff, gravure door Jacobus Houbraken (17e eeuw)
Het wapen van Jacob Dircksz de Graeff